# Derambila punctisignata
Derambila punctisignata là một loài bướm đêm trong họ Geometridae.